# Kalmár Tibor (újságíró)
Kalmár Tibor, írói álnevén: K. T. Zelenay (Székesfehérvár, 1978. október 14. –) magyar újságíró, médiaszakember, író.

## Életpályája
Édesapja Kalmár Tibor gazdasági vezetőként dolgozott több állami intézménynél, édesanyja Petró Márta, aki szintén pénzügyi területen tevékenykedett nyugdíjazása előtt. Általános iskolába székesfehérvári Velinszky László Általános Iskolába járt, majd a József Attila Gimnáziumban érettségizett.
1999-ben végezte el a Komlós Oktatási Stúdiót, majd tanulmányait a József Attila Tudományegyetemen folytatta, amit azonban végül nem fejezett be. 

### A médiában
A Magyar Televízióban 1998-ban kezdett el dolgozni az Új Reflektor Magazin gyakornokaként. 1999-től előbb a Westelpress, majd a Juventus Rádió sportriportere, az év közepétől pedig a Sztársáv és az Egy szelet Amerika című műsorok szerkesztője volt. 2000. április 4-től a Juventus Rádió – akkor piacvezető – reggeli műsorának vezető szerkesztője lett. A Juventus Reggel műsorvezetője akkor Szegő Tibor volt. 
2000. augusztus 28-án lett az Uno.hu főszerkesztője, amely az első infotainment internetes portálok egyike volt, az online bulvárpiac megteremtője ezzel. Ugyanebben az évben tették meg a Juventus Rádió kreatívműsor-igazgatójának. 2006-ban Patkó Bélával, Szegő Mihállyal, Lukin Ágnessel közösen készítették a Hangár című könnyűzenei magazint.
2007-ben hagyta ott a Juventus Rádiót, ekkor megalapította a One Médiát, valamint Jobban Ferenccel közösen a szintén One Média internetes portfóliót, amelybe többek között a Premierfilm.hu, Popháló, TVMagazin, Traveltipp portálok tartoznak. Ezek közül a Premierfilm.hu 2011-ben gazdát cserélt.
2008-ban rövid ideig a Danubius Rádió, majd 2008-2009 között a Sláger Rádió munkatársa.
2010 júniusától 2014 tavaszáig az RTL Klub online főszerkesztője.
2015-2017 között az MTVA Új Média és Teletext Kft stratégiai- és operatív igazgató-helyettese. 2017 óta az Origo.hu majd az Origo.hu-t kiadó New Wave Media Group stratégiai tanácsadója, 2018 őszétől a kiadó médiaportfóliójának vezetője.
2018. január 1-től vasárnaponként a Sláger FM-en hallható 3 órás talkshow műsora Archiválva 2020. július 18-i dátummal a Wayback Machine-ben.
2021-22-ben a HírTV Troll című műsorának, 2021 óta a KarcFM (jelenleg HírFM) műsorainak állandó szereplője.

### Szerzőként
Különböző, történelmi ihletésű kötetek szerzője. E kötetek általában a magyar történelemmel kapcsolatos különböző összeesküvés-elméletek és áltudományos állítások gyűjteményei, de Kalmár a saját utópisztikus vagy disztópikus konspirációinak kidolgozásától és papírra vetésétől sem óckodott. Könyvei: 2038 – avagy a magyar történelem eltitkolt lapjai (2014), A Szent Korona végveszélyben (2015), Jézus második élete (2015), Digitális Messiás (2016), Szíriai Metélt (2017), Az elveszett tekercsek nyomában (2018), A végső csepp (2019).

## Politikai irányultság
Politikai irányultsága jobboldali, de önmagát leginkább monarchistának, emellett, saját szavaival élve, nem kormányközeli, hanem az Orbán-kormányhoz közel álló embernek tartja. Gyakran megjelenik Orbán Viktor évértékelő beszédén és a Fidesz különböző médiaeseményein.